# Gustaf Munch-Petersen
Gustav Munch-Petersen (n. Copenhague; 18 de febrero de 1912 - Batalla del Ebro; 2 de abril de 1938), escritor vanguardista y pintor danés. 
Gustaf Munch-Petersen se críó en un hogar adinerado y honorable. Fue hijo de Valfrid Palmgren, sueca de nacimiento, profesora asociada de sueco en la Universidad de Copenhague, y Jon Julius Munch-Petersen, profesor en investigación de Ingeniería en la Escuela Politécnica, de la capital danesa. Gustaf se graduó del Gimnasio (escuela secundaria en los países nórdicos, comparable a las escuelas inglesas de gramática y a las High Schools de Estados Unidos) en 1930, iniciando después varios cursos académicos -ninguno que lograra captar su interés más allá de un corto período.
En su lugar, se enfocó en el arte (apoyado económicamente por sus padres), consiguiendo debutar como escritor con Det nøgne menneske (El ser humano desnudo), en 1932. También logró exhibir sus cuadros en diversas exposiciones en 1932. En 1935 se trasladó a la isla danesa de Bornholm, en donde se casó con Lise Hjort.
En 1937 se unió a las Brigadas Internacionales y peleó en la guerra civil española, donde, al año siguiente, murió en la Batalla del Ebro.
Algunos le acreditan el grito: «¡No pasarán!», de la Resistencia antifascista. Gustaf dejó a su mujer, un hijo y familia en Dinamarca. Acaso morir sin temor haya sido la última ofrenda poética de su vida.
Su primo, Arne Munch-Petersen, era un connotado comunista que murió en los años 40 en Moscú, durante las purgas estalinistas.